# Anomalochrysa raphidioides
Anomalochrysa raphidioides är en insektsart som beskrevs av Perkins in Sharp 1899. Anomalochrysa raphidioides ingår i släktet Anomalochrysa och familjen guldögonsländor.

## Underarter
Arten delas in i följande underarter:
- A. r. reticulata
- A. r. raphidioides